# Richard Arkwright
Richard Arkwright (ur. 23 grudnia 1732 w Preston, zm. 3 sierpnia 1792 w Cromford) – angielski wynalazca udoskonalonego krosna tkackiego, do którego zastosował napęd wodny. Wprowadzenie krosna Arkwrighta zapoczątkowało rozwój przemysłu włókienniczego.

## Życiorys
Urodzony w biednej rodzinie w Preston, pracował jako uczeń w zakładzie fryzjerskim, później trudnił się puszczaniem krwi i wyrywaniem zębów. Interesował się zegarmistrzostwem oraz mechaniką. Własną pracą dorobił się niewielkiego majątku, który zainwestował w produkcję przędzy bawełnianej.
W 1771 r. otworzył pierwszą fabrykę, w której zastosował maszynę przędzalniczą, napędzaną kołem wodnym. Wytwarzała ona duże ilości mocnej przędzy bawełnianej, z której można było wyrabiać tkaniny nieustępujące indyjskim. Arkwright założył później wiele fabryk przędzalniczych i tkackich. Dorobił się ogromnego majątku. Stał się angielskim bohaterem narodowym, wzorem nowoczesnego przedsiębiorcy self-made mana. Arkwright znalazł licznych naśladowców.
W 1786 roku Richard Arkwright doczekał się nobilitacji i otrzymał z rąk króla brytyjskiego honorowy tytuł szlachecki.